# Булишев Валерій Павлович
Валерій Павлович Булишев (15 червня 1939, Сейтлер, Кримська АРСР — 15 серпня 2013, Всеволожськ, Ленінградська область) — радянський легкоатлет, який виступав у бігу на середні дистанції. Призер чемпіонату Європи 1962 року. Брав участь в Олімпійських іграх 1960 та 1964 років.

## Біографія
Народився 15 червня 1939 року в селищі Сейтлер (нині Нижньогірський) Кримської АРСР.
Займався бігом на середні дистанції. У 1956 брав участь у Всесоюзній спартакіаді школярів, що проходила в Ленінграді, після чого залишився в Ленінграді. У 1960 році закінчив Ленінградський технікум фізичної культури та спорту.
Виступав за ленінградський СКА. Тренувався під керівництвом Володимира Козачка, Володимира Миронова, Володимира Куца, Степана Вакурова, Івана Пожидаєва.
Тричі вигравав чемпіонат СРСР з легкої атлетики: 1959 року в естафеті 4х400 метрів, у 1963 та 1964 роках — у бігу на 800 метрів. У 1960—1962 роках вигравав срібло чемпіонату країни на 800-метрівці, 1962 року також виграв бронзу в естафеті 4х400 метрів. У 1963 році завоював бронзу аматорського чемпіонату США у приміщенні у бігу на 1000 ярдів. 12 разів встановлював рекорди СРСР.
У 1960—1967 роках виступав за збірну СРСР.
У 1960 році увійшов до складу збірної СРСР на літніх Олімпійських іграх у Римі. Виступав у бігу на 800 метрів. У 1/8 фіналу посів 2-ге місце (1.51,83), у чвертьфіналі став 5-м (1.50,74) і не потрапив до півфіналу.
У 1962 році став срібним призером чемпіонату Європи з легкої атлетики в Белграді, показавши результат 1 хвилина 51,2 секунди та поступившись 7 десятими переможцю — Манфреду Матушевскі з НДР.
У 1964 році увійшов до складу збірної СРСР на літніх Олімпійських іграх у Токіо. Виступав у бігу на 800 метрів. У чвертьфіналі посів 3 місце (1.48,6), у півфіналі став 5-м (1.47,5) і не потрапив до фіналу.
Майстер спорту міжнародного класу (1965).
Згодом працював тренером. Закінчив тренерську школу при Військовому інституті фізичної культури, в 1974 заочно закінчив Державний двічі орденоносний інститут фізичної культури імені П. Ф. Лесгафта. У 1968—1975 роках працював заступником начальника СКА Південної групи військ, у 1976—1986 роках — викладачем та старшим викладачем ВІФКа, з 1986 року — тренером ленінградського СКА.
Помер 15 серпня 2013 року у місті Всеволожськ Ленінградської області.

## Особистий рекорд
- Біг на 800 метрів — 1.46,9 (1964)[3]